# Tempo and Mode in Evolution
Tempo and Mode in Evolution (Ritmo/Tempo e Modo na Evolução) foi um livro de 1944 escrito por George Gaylord Simpson, tendo-se tornado uma das contribuições mais importantes para a síntese evolutiva moderna, quando contrastou factos derivados da paleontologia com os da genética e selecção natural.
Simpson argumentava que a microevolução da genética populacional era suficiente por si própria para explicar os padrões de macroevolução observados na paleontologia. Para Stephen Jay Gould, Simpson foi deveras pessimista quanto a síntese evolutiva: "Eu argumento que Simpson era excessivamente pessimista e que a crença do modernismo na unificação reducionista (a visão convencional dos intelectuais ocidentais da década de 1920 até a década de 1950) precisa ser suplantada por um compromisso pós-modernista ao pluralismo e múltiplos níveis de causalidade".  Também realçou a distinção entre ritmo e modo. O ritmo compreendia "taxas evolutivas...a sua aceleração e desaceleração, as condições de evolução excepcionalmente rápidas ou lentas, e fenômenos sugestivos de inércia e momento". Enquanto o modo compreendia "o estudo da via, maneira, padrão da evolução, um estudo onde o ritmo é um factor básico, mas que abrange consideravelmente mais que o ritmo".
Tempo e Modo de Simpson tentou extrair várias generalizações distintas:
- Ele defendeu a paleontologia e foi contra a visão extrapolacionista [1]uniformista de Lyell, com alguma bravura,  em sua introdução :"Eles [geneticistas] podem revelar o que acontece com uma centena de ratos ao longo de dez anos em condições fixas e simples, mas não o que aconteceu com um bilhão de ratos ao longo de dez milhões de anos sob as condições flutuantes da história da terra. Obviamente, o último problema é muito mais importante".[2]
- "A paleontologia tornou-se um filho obediente à síntese, e não mais uma criança rebelde. Simpson concluiu, com evidente ironia" [3]
- O ritmo da evolução pode dar informações acerca do seu modo.
- Os múltiplos ritmos podem ser encontrados no registo fóssil (braditélico, taquitélico e horotélico).
- Os factos da paleontologia são consistentes com o neodarwinismo. Mais, as teorias como a ortogénese, lamarquismo, pressões de mutação e macromutações são falsas ou desempenham um papel muito pequeno ou nenhum.
- A maioria da evolução - "nove décimos" - ocorre pela transformação filética estável de linhagens (anagénese). Em contraste com a interpretação de Ernst Mayr acerca da evolução, através de separações, particularmente as especiações alopátrica e peripátrica.
- A falta de evidência para transições evolutivas e o paradoxo da  "estase morfológica" [4] no registo fóssil é melhor explicada, primeiro, pela pobreza dos registos geológicos, e segundo, como consequência da evolução quântica.